# Музика інків
Музика інків — традиційне виконання музичних творів для супроводу декламування віршів або танців, що були прийняті в державі інків Тауантінсую. Становлення відбувалося на основі старовинних музичних традицій андійських культур, насамперед Наска та Уарі. Надалі на неї часткова вплинула іспанська музична традиція.

## Характеристика
Музика в часи інків була пентатонічною, тобто в гамі було всього лише 5 звуків: ре, фа, соль, ля і до. У Тауантінсую музика виконувалася при дворах Сапи Інки та знаті, де знаходилися професійні музики. З часом виробився певний музичний стандарт, який імператори намагалися розповсюдити по всій держави в рамках культурної експанії (цього впливу змогли уникнути лише племена Амазонки та південні підданці інків).
У музичних творах зберігалася гармонія, інструменти грали в унісон, оскільки музика не існувала окремо, а супроводжувала танці та декламаторів віршів, де потрібно було чітко зберігати такт. Також під музику виконувалися пісні. Музичні твори застосовувалися також на різних релігійних, державних церемоніях, тріумфальній ході після воєнної перемоги, похоронах.

## Інструменти
В інків існували духові та ударні музичні інструменти. Водночас відсутні струнні інструменти. Популярними інструментами були «антара» (флейта Пана), «кена», маленька поперечна флейта з кісток, кераміки або очерету, флейта-«пінкуло», що вироблялася з кераміки, мала великий розмір, прикрашалася орнаментом, характерним для певної провінції або громади-айлью, «путут» (духовий інструмент з великої мушлі), «кепа» (з гарбуза з численними отворами), «манчайпіто» (зі стегнових кісток людини, з'єднаних разом у вигляді глечика), барабан-«тінья» (застосовувався під час сільських танців), барабан-«уанкар» (під час військових походів та інших державних заходів).

## Танці

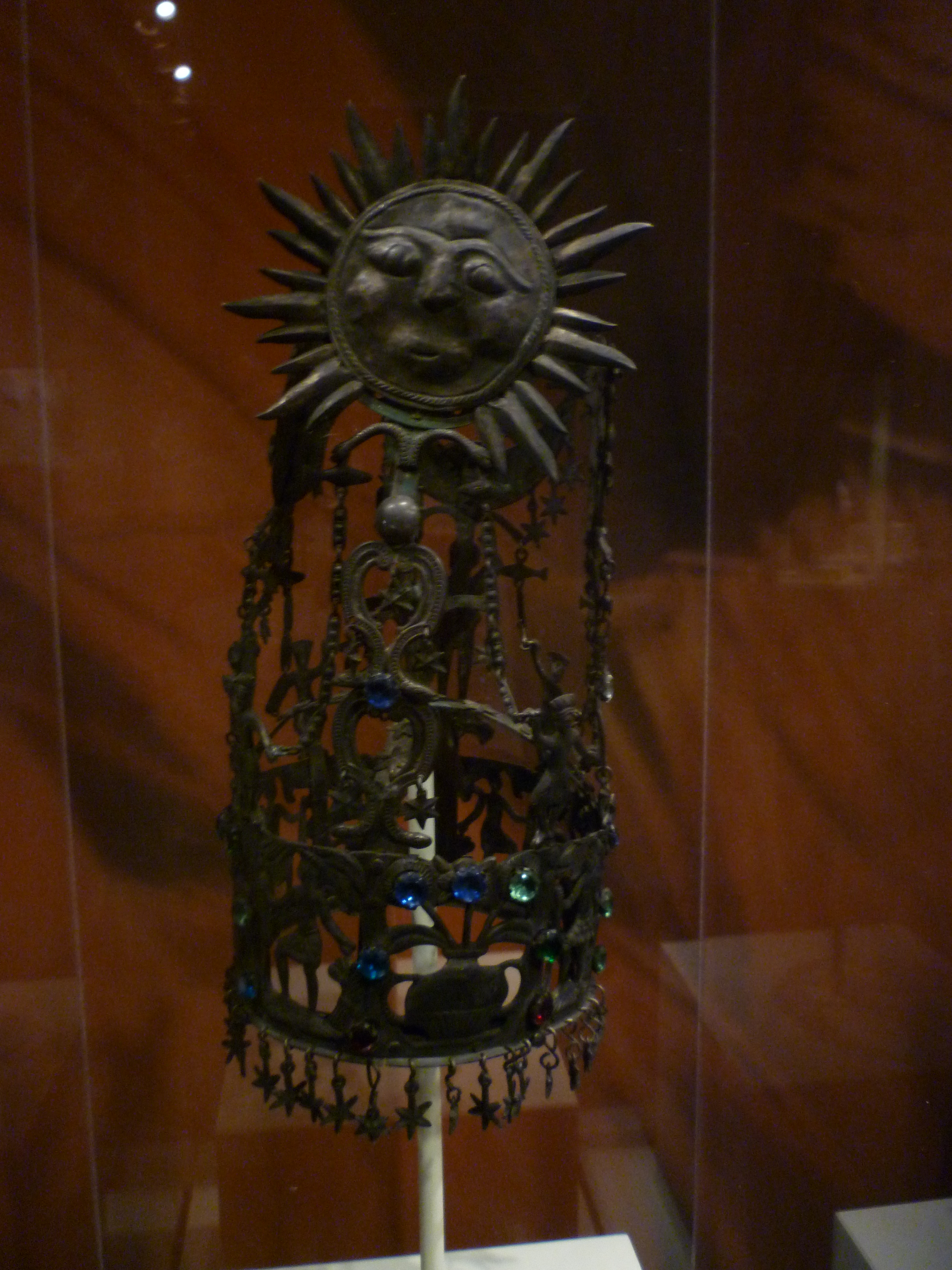
Танцювальний головний убор інків

Під музику виконувалися перш за все танці («такі»). Існувало кілька видів такі: військові, селянські, пастухів, святковий. Військові танці виконували виключно чоловіки. Найвідомішим серед них був танок «уарі». Танцюючи цей танок, чоловіки стискали в руках зброю. Так само під час селянських танців, які виконувалися спільно чоловіками й жінками, учасники тримали в руках сільськогосподарські знаряддя. Пастуші танці виконувалися головним чином на честь лам і вікуній. Тому ці танці носили назви тварин, наприклад «танок лами» («льямалья») та інші.
Існувала низка народних танців, в яких брали участь як чоловіки, так і жінки. Ці танці, однак, не були парними, найчастіше танцюристи всі разом утворювали велике коло. Інки також виконували танець з масками, серед яких відомим був «танок демонів-ваконів», який танцювали тільки чоловіки. Вони зображували різних тварин.
Багато танців мешканці імперії інків виконувалися в спеціально призначених для цієї мети костюмах, наприклад селянський танець викликання дощу, який називався «чапайгуанло». Автором цього танцю був імператор Інка Пачакутек. На голові у виконавців танцю красувалися багато прикрашені налобні пов'язки з пташиного пір'я.
Під час виконання танців інки часто надягали різні музичні пристосування, які своєрідно грали разом з основними інструментами: «сакча» (металеві брязкальца на колінах), «сонаджа» (брязкальца на зап'ястях), палички з сонаджами (на ногах).